# Isoglossa punctata
Isoglossa punctata är en akantusväxtart som först beskrevs av Vahl, och fick sitt nu gällande namn av Richard Kenneth Brummitt och J. R. Wood. Isoglossa punctata ingår i släktet Isoglossa och familjen akantusväxter. Inga underarter finns listade i Catalogue of Life.